# Benefits Street
A Benefits Street (Segély utca) egy brit televíziós dokumentumfilm sorozat, amely 2014. január 6. és 2015. június 1. között futott a Channel 4 televíziócsatornán az Egyesült Királyságban. A dokumentumfilmet Birminghamben forgatták a város Winson Green negyedében fekvő James Turner Streeten. Az utca lakóinak 90 százaléka segélyből élő állampolgár amelyről cikkezett a The Guardian és a Daily Mail című újság is. A műsor a segélyen élőket mutatja be, azok nehéz helyzetén, bűnelkövetéseiken és magánéletükön keresztül. A műsorból kiderül, hogy a segélyen élők egy része a segély összege által biztosított megélhetés miatt nem is motivált abban, hogy újra munkába álljon. 
A programot számos kritika is érte. Hatására például létrejött olyan Twitter oldal is, ahol halálos fenyegetéseket tettek közzé az adott oldal szerzői az utca lakóit fenyegetve. A műsor számos vitát váltott ki az angol parlamentben is a jóléti támogatások rendszerével kapcsolatban. 
A Benefits Street hozta a legmagasabb nézettségi adatokat a Channel 4 számára a tévéadó története során.

## Fordítás
- Ez a szócikk részben vagy egészben  a   Benefits Street című angol Wikipédia-szócikk ezen változatának fordításán alapul.  Az eredeti cikk szerkesztőit annak laptörténete sorolja fel. Ez a jelzés csupán a megfogalmazás eredetét és a szerzői jogokat jelzi, nem szolgál a cikkben szereplő információk forrásmegjelöléseként.